# Cryptantha stricta
Cryptantha stricta là loài thực vật có hoa trong họ Mồ hôi. Loài này được (Osterh.) Payson mô tả khoa học đầu tiên năm 1927.